# Nobelstadion
Nobelstadion – wielofunkcyjny stadion w Karlskodze, w Szwecji. Został otwarty w październiku 1966 roku. Obiekt może pomieścić 5619 widzów, z czego 1619 miejsc jest siedzących. Swoje spotkania rozgrywa na nim drużyna KB Karlskoga FF. Stadion był jedną z aren piłkarskich Mistrzostw Europy kobiet w 1997 roku. Rozegrane zostały na nim trzy spotkania fazy grupowej turnieju.